# Goffredo Zehender
Goffredo »Freddie« Zehender,  italijanski dirkač Formule 1, * 27. februar 1901, Reggio di Calabria, Italija, † 7. januar 1958, Italija. 
Goffredo Zehender se je rodil 27. februarja 1901 v Italijanskem mestu Reggio di Calabria. Dirkati je začel konec dvajsetih let s Chryslerjem, leta 1929 je dirkal z dirkalniki Alfa Romeo na dirkah športnih dirkalnikov, leta 1930 na nekaterih dirkah tudi z Bugattijem. V sezoni 1931 je postal tovarniški dirkač dirkaškega oddelka Alfe Romeo, Alfa Corse, z dirkalnikom Alfa Romeo Monza je dosegel šesto mesto na prvenstveni dirki za Veliko nagrado Francije, skupaj s Ferdinandom Minoiajem. V sezoni je dosegel še drugo mesto na neprvenstveni dirki za Veliko nagrado Esterel Plaga, tretje mesto na dirki Circuit du Dauphiné in peto mesto na dirki za Veliko nagrado Monaka.
V sezoni 1932 je dirkal kot privatnik z istim dirkalnikom Monza, dosegel pa je svojo edino zmago na dirkah za Veliko nagrado, na dirki Grand Prix du Comminges. Ob tem je dosegel še četrti mesti na dirkah za Veliko nagrado Nice in Veliko nagrado Marseilla ter ponovno peto mesto na dirki za Veliko nagrado Monaka. Od sezone 1933 je dirkal z dirkalnikom Maserati 8CM, najboljši rezultat je dosegel na dirki za Veliko nagrado Tripolija, kjer je bil tretji, še odmevnejše pa je bilo njegovo tretje mesto na prvenstveni dirki za Veliko nagrado Italije. V sezoni 1934 je ponovno zablestel na dirki Grand Prix du Comminges, tokrat z drugim mestom, na prvenstveni dirki za Veliko nagrado Nemčije pa je zasedel šesto mesto. 
V sezoni 1935 je prestopil v moštvo Scuderia Subalpina, najboljša rezultata pa je dosegel na neprvenstvenih dirkah tipa Grandes Épreuves, s tretjim mestom na dirki za Veliko nagrado Francije in sedmim mestom na dirki za Veliko nagrado Monaka, na dirki za Veliko nagrado Penya Rhina pa je bil peti. V sezonah 1936 in 1937 je bil rezervni dirkač Mercedes-Benz, zato ni veliko dirkal. Na le treh dirkah je edino uvrstitev dosegel s petim mestom na dirki za Veliko nagrado Monaka 1937. V sezoni 1938 se je vrnil k Maseratiju, toda na le dveh dirkah je obakrat odstopil, v naslednji sezoni 1939 pa se je upokojil kot dirkač.